# Clonaria aestuans
Clonaria aestuans är en insektsart som först beskrevs av Henri Saussure 1862.  Clonaria aestuans ingår i släktet Clonaria och familjen Diapheromeridae. Inga underarter finns listade i Catalogue of Life.